# Хабах
Хабах (нем. Habach) — община в Германии, в земле Бавария. 
Подчиняется административному округу Верхняя Бавария. Входит в состав района Вайльхайм-Шонгау. Подчиняется управлению Хабах.  Население составляет 1030 человек (на 31 декабря 2010 года). Занимает площадь 12,15 км².